# Лосєво (Павловський район)
Лосєво — село в Павловському районі Воронезької області, адміністративний центр Лосєвського сільського поселення.

## Географія
Село розташоване на лівому березі річки Битюг в 30 км на схід від залізничної станції Сагуни (лінія «Лиски—Міллерово» Південно-Східної залізниці) на федеральній автомагістралі Дон.

## Історія
Село засновано в 1697 році задніпровськими козаками (800 сімей), що приїхали за запрошенням острогозького полковника Булларта. Першопочаткова назва поселення — Битюзька слобода. У 1710 році поселення перейменовано в Битюзьку слободу Лосєва на честь приказного Петра Лосєва, який керував селом з 1702 по 1710 р. Згодом слобода Лосєва стала селом Лосєвом.
Переселення в Лосєво українських селян тривало і протягом першої половини XVIII ст.: сюди приходили українці з інших сел сучасної Воронезької області, а також зі Змієва, Охтирки та Ізюма.
У документах 1724 року Лосєво вперше згадується як село з церквою.
Наприкінці XIX — на початку XX ст. село було центром Лосєвської волості Павловського повіту Воронезької губернії.
З 1928 по 1962 рік Лосєво було центром Лосєвського району Воронезької області.

## Економіка
У селі розташовані завод «Металіст» (рос. завод «Металлист»), підприємство «Лосєворемтехніка» (рос. предприятие «Лосеворемтехника»). Працює ЗАТ «Доно-Битюзький рибак» (рос. ЗАО «Доно-Битюгский рыбак»). З радянських часів залишились колгоспи «Світлий шлях» (рос. колхоз «Светлый путь») та «Лосєво» (рос. колхоз «Лосево»).
У Лосєві досить багато магазинів та кав’ярень, клієнтами яких є проїжджі автомагістраллю Дон. Функціонують стоянки, автомийки, готелі і міні-ринок «Веселка» (рос. мини-рынок «Радуга»).

## Інфраструктура
У селі працюють дві середні школи, два дитячі садки, два доми культури, Будинок дитячої творчості, дитяча музична школа, три бібліотеки та Благовіщенська церква, побудована в 1762 році.

## Населення
| Кількість мешканців Лосєва по роках |       |        |        |       |        |       |       |       |       |       |
| 1859                                | 1900  | 1906   | 1916   | 1923  | 1925   | 1980  | 2002  | 2007  | 2009  | 2010  |
| 7220                                | ▲9572 | ▲10478 | ▲11026 | ▼9483 | ▲10789 | ▼4356 | ▲4539 | ▲4576 | ▲4630 | ▼4398 |

Етнічний склад неоднорідний: у селі мешкають росіяни та українці. Суттєва частка населення розмовляє суржиком з елементами слобожанського говору української мови.
Національний склад Лосєва за даними перепису населення 1939 року: українці — 87,3% або 4094 осіб, росіяни — 12,2% або 570 осіб.